# Donald Crisp
Donald George Crisp (Londres, 27 de julio de 1882-Los Ángeles, 25 de mayo de 1974) fue un actor cinematográfico británico, además de productor, director y guionista. Ganador de un Óscar  al mejor actor de reparto en 1942 por su interpretación en Qué verde era mi valle.

## Biografía
Donald Crisp nació como George William Crisp en Bow, Londres, en una casa familiar el 27 de julio de 1882. Era el menor de diez hijos (cuatro varones y seis mujeres) de Elizabeth (de soltera Christy) y James Crisp, un obrero. Se educó en la localidad y en 1901 vivía con sus padres y trabajaba como conductor de un vehículo tirado por caballos.
Crisp hizo una serie de afirmaciones sobre sus primeros años de vida que se demostraron falsas décadas después de su muerte. Afirmó que había nacido en 1880 en Aberfeldy, Perthshire (Escocia), e incluso llegó a mantener un acento escocés durante toda su vida en Hollywood. En realidad, no tenía ninguna relación con Escocia, pero en 1996 el cómico escocés Jimmy Logan descubrió una placa conmemorativa suya en Aberfeldy, la supuesta ciudad natal de Crisp. Afirmó en varias ocasiones que su padre era ganadero, médico rural o médico real del rey Eduardo VII. También afirmó que había estudiado en Eton y Oxford, y que había servido como soldado en el 10.º de Húsares en la Guerra de los bóeres.

## Trayectoria
En el barco que le transportaba a América Crisp cantó en un concierto y atrajo la atención del empresario operístico John C. Fisher, que inmediatamente le ofreció un trabajo en su compañía. Haciendo una gira con la compañía por los Estados Unidos y Cuba Crisp se interesó por trabajar en el teatro. Hacia 1910 Crisp, ahora ya con el nombre de Donald, trabajaba como director teatral para el conocido compositor, dramaturgo y director George M. Cohan. En esta época conoció e hizo amistad con el legendario director D.W. Griffith, el cual había sido actor de teatro, y quería dirigir en el cine. Cuando Griffith buscó fortuna en Hollywood en 1912, Crisp le acompañó.
Entre 1908 y 1930, Crisp, además de dirigir docenas de filmes, también actuó en cerca de 100 títulos mudos, casi siempre en pequeños papeles. Una excepción notable fue su elección por Griffith para interpretar al general Ulysses S. Grant en el filme El nacimiento de una nación, en 1915. Otra excepción fue su buena interpretación en la película de 1919 Lirios rotos (Broken Blossoms), junto a Lillian Gish.

## Director
Crisp trabajó como ayudante de Griffith durante varios años, aprendiendo mucho de él acerca de la técnica cinematográfica. Esta experiencia disparó una pasión similar en Crisp, que empezó a dirigir, siendo su primer título Little Country Mouse en 1914. En los siguientes quince años Crisp dirigió unos 70 filmes, destacando entre ellos The Navigator (1924), con Buster Keaton, y Don Q, Son of Zorro (1925), con Douglas Fairbanks.
En 1930 dirigió su última película, The Runaway Bride, protagonizada por Mary Astor.

## Carrera militar
A la vez que trabajaba como actor y director, Crisp quiso colaborar en la Primera Guerra Mundial (1914-1918), trabajando en Inglaterra en funciones de inteligencia. Durante la Segunda Guerra Mundial (1939-1945), Crisp volvió a colaborar, a pesar de que su carrera se encontraba en un momento álgido. Esta vez sirvió en las Fuerzas en Reserva estadounidenses, alcanzando el grado de coronel.

## Vuelta a la interpretación

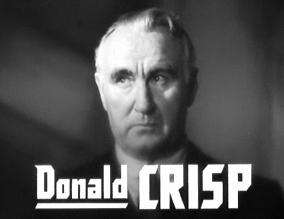
Captura de pantalla recortada de Donald Crisp del tráiler de la película Shining Victory.

Con la llegada del cine sonoro, Crisp abandonó la dirección y se dedicó plenamente a la interpretación, llegando a ser un cotizado actor de carácter. En las décadas de 1930 y 1940 actuó en una amplia gama de papeles junto a algunas de las más grandes estrellas, incluyendo a Katharine Hepburn en The Little Minister (1934), Charles Laughton y Clark Gable en Mutiny on the Bounty (1935), Bette Davis y Henry Fonda en That Certain Woman (1937), Laurence Olivier en Cumbres borrascosas (1939), Errol Flynn en The Sea Hawk (1940), y Gregory Peck en The Valley of Decision (1945).
Un versátil actor de reparto, Crisp era eficaz tanto en papeles amables como en siniestros. Como ejemplo de ello están sus interpretaciones de personajes tan diferentes como los de National Velvet y Lassie Come Home, y el de The Uninvited (1944), película dirigida por Lewis Allen. Sin embargo, el papel más famoso de Crisp fue el del taciturno y amante padre de ¡Qué verde era mi valle!, filme dirigido por John Ford, en el cual Crisp ganó el Óscar al mejor actor de reparto en 1941.

## Últimos años

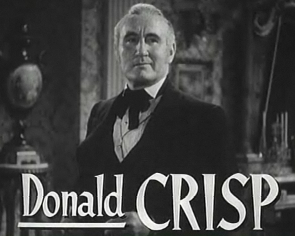
Donald Crisp en Jezabel.

Siguió actuando en el cine en la década de 1950 y en los inicios de la de 1960. A lo largo de más de medio siglo como actor, tanto en el cine mudo como en el sonoro, intervino en unos 400 cortos y largometrajes. Su último papel fue el del abuelo Spencer, frente a Henry Fonda y Maureen O'Hara, en el filme de 1963 Spencer's Mountain. 
Estuvo casado en tres ocasiones.Con Helen Pease, en 1912 hasta su muerte en 1913. Después se casó con la actriz Hazel Marie Stark, de la que se divorció en 1920.Y luego se casó con la también actriz Jane Murfin en 1932, de la que también se divorció en 1944. Crisp falleció en 1974, a los 92 años de edad, a causa de una serie de ictus. Fue enterrado en el Cementerio Forest Lawn Memorial Park de Glendale (California).

## Filmografía parcial

### Como actor
- The Two Paths (1911) (corto)
- Heart Beats of Long Ago (1911) (corto)
- What Shall We Do with Our Old? (1911) (corto)
- The Lily of the Tenements - (1911) (corto)
- A Decree of Destiny - (1911) (corto)
- The White Rose of the Wilds - (1911) (corto)
- Her Awakening (1911) (corto)
- The Primal Call (1911) (corto)
- Out from the Shadow (1911) (corto)
- The Making of a Man (1911) (corto)
- The Long Road (1911) (corto)
- The Battle (1911) (corto)
- The Miser's Heart (1911) (corto)
- The Eternal Mother (1912) (corto)
- The Inner Circle (1912) (corto)
- Pirate Gold (1913) (corto)
- Near to Earth (1913) (corto)
- The Sheriff's Baby (1913) (corto)
- Olaf-An Atom (1913) (corto)
- The Mothering Heart (1913) (corto) (no confirmado)
- Two Men of the Desert (1913) (corto)
- Black and White (1913) (corto)
- The Battle of the Sexes (La batalla de los sexos) (1914)
- Home, Sweet Home (Dulce hogar) (1914)
- The Escape (La evasión) (1914)
- The Folly of Anne (1914) (corto)
- The Sisters (1914) (corto)
- El nacimiento de una nación (1915)
- Joan the Woman (1917)
- Broken Blossoms (La culpa ajena) (1919)
- The Bonnie Brier Bush (1921) (también como director)
- The black pirate (El pirata negro) (1926)
- The Viking (1928)
- Svengali (1931)
- Red Dust (Tierra de pasión) (1932)
- The Little Minister (Sangre gitana) (1934)
- Mutiny on the Bounty (1935)
- Mary of Scotland (1936)
- La carga de la Brigada Ligera (The Charge of the Light Brigade, 1936)
- Una mujer se rebela (A Woman Rebels, 1936)
- Parnell (1937)
- The Life of Emile Zola (1937)
- Confession (1937)
- Aquella mujer (That Certain Woman, 1937)
- Jezabel (Jezebel, 1938)
- The Amazing Dr. Clitterhouse (1938)
- The Sisters (Las hermanas) (1938)
- The Dawn Patrol (1938)
- The Oklahoma Kid (El chico de Oklahoma) (1939)
- Cumbres borrascosas (1939)
- Juárez (Juarez, 1939)
- Sons of Liberty (1939)
- Daughters Courageous (1939)
- La solterona (The Old Maid, 1939)
- La vida privada de Elizabeth y Essex / Mi reino por un amor (The Private Lives of Elizabeth and Essex, 1939)
- Dr. Ehrlich's Magic Bullet (1940)
- Brother Orchid (1940)
- The Sea Hawk (El halcón del mar) (1940)
- City for Conquest (Ciudad de conquista) (1940)
- Knute Rockne, All American (1940)
- Shining Victory (1941)
- Dr. Jekyll and Mr. Hyde (1941)
- ¡Qué verde era mi valle! (1941)
- The Gay Sisters (1942)
- Lassie Come Home (La cadena invisible) (1943)
- The Uninvited (Los intrusos) (1944)
- The Adventures of Mark Twain (1944)
- Fuego de juventud (National Velvet, 1944)
- Son of Lassie (1945)
- The Valley of Decision (El valle del destino) (1945)
- Ramrod (La mujer de fuego) (1947)
- Hills of Home (1948)
- Whispering Smith (Smith el silencioso) (1948)
- Challenge to Lassie (1949)
- Bright Leaf (El rey del tabaco) (1950)
- Home Town Story (1951)
- El príncipe valiente (Prince Valiant, 1954)
- The Long Gray Line (Cuna de héroes) (1955)
- El hombre de Laramie (1955)
- The Last Hurrah (El último hurra) (1958)
- Saddle The Wind (Más rápido que el viento) (1958)
- A Dog of Flanders (1960)
- Pollyanna (1960)
- Greyfriars Bobby: The True Story of a Dog (1961)
- Spencer's Mountain (Fiebre en la sangre) (1963)

### Como director
- Her Father's Silent Partner (1914) (corto)
- Ramona (1916)
- Appearances (1921) cortometraje perdido)
- The Princess of New York (1921)
- The Bonnie Brier Bush (1921) (también como actor)
- Tell Your Children (1922)
- The Navigator (1924)
- Don Q, Son of Zorro (1925)
- The Runaway Bride (1930)

## Premios y distinciones
Premios Óscar
| Año  | Categoría              | Película                 | Resultado |
| ---- | ---------------------- | ------------------------ | --------- |
| 1942 | Mejor actor de reparto | ¡Qué verde era mi valle! | Ganador   |